# Kevin Parent
Kevin Parent (nacido el 12 de diciembre de 1972) es un cantautor canadiense de Quebec,quien habla con fluidez tanto inglés como francés.

## Primeros años de vida
Aunque su lengua materna es el inglés,nació en la localidad francófona de Greenfield Park, Quebec, en la actualidad un distrito de la ciudad de Longueuil. Parent se crio y educó también en una zona de Canadá de habla francesa, entre la Bahía de Chaleur y la Península gaspesiana, en el municipio de Nouvelle donde trascurrió parte de su infancia y adolescencia, asistiendo a la escuela secundaria École Antoine-Bernard de Carleton-sur-Mer.

## Carrera artística
En 1993 Parent participó en un concurso de composición de canciones, gracias al cual firmó poco después un contrato de representación artística con Tacca Musique. Su primer álbum  fue Pigeon d'argile (que se puede traducir como "paloma de arcilla" en español), el cual vendió más de 360.000 copias, convirtiéndose en uno de los mayores éxitos de ventas de álbumes quebequenses de aquella década.
Sus éxitos sencillos Nomade sedentaire, Seigneur y Boomerang hicieron de Parent un músico aún más conocido de Quebec en la década de los noventa, ganando varios premios Félix, realizando giras a ambos lados del Atlántico. Poco después Parent lanzó Grand Parleur, Petit Faiseur (en español, gran hablador, pequeño hacedor) que vendió más de 350.000 copias y le valió a Kevin el Premio Félix al Álbum de Rock del Año 1998. Sus siguientes álbumes, Les Vents ont changé (los vientos han cambiado) 2001 y Retrouvailles (regreso a casa) de 2003, los cuales incluyeron colaboraciones con Claire Pelletier, Catherine Durand, entre otros, alcanzaron el estatus multiplatino y le valieron nominaciones a los Premios Juno, incluido un premio al álbum francófono más vendido del año 2002, y los premios Félix.
Parent también ha trabajado como actor, con papeles actorales que incluyen la película Café de Flore de 2011 de Jean-Marc Vallée, y la película Rustic Oracle de 2019 de Sonia Boileau.
Actualmente vive en el pueblo de Miguasha, un municipio del este de Quebec, Canadá, en la costa sur de la península de Gaspé, en la desembocadura del río Nouvelle.Precisamente, Miguasha es también el título de un álbum que Parent lanzó en 2009.

## Discografía
- 1995: Paloma de argile

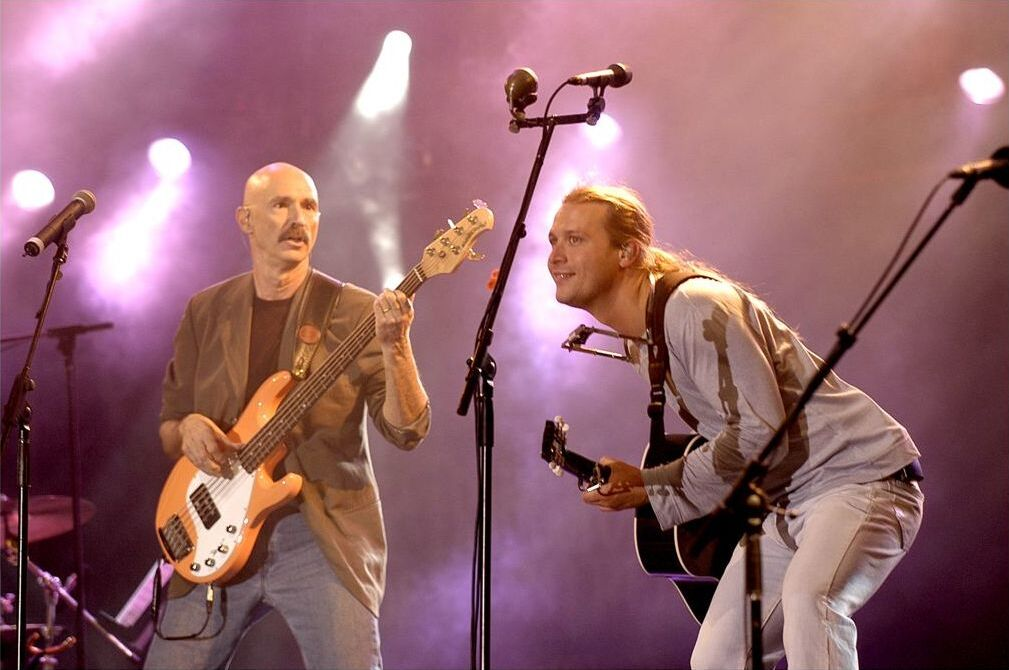
Parent (a la derecha) junto a Tony Levin

- 1998: Gran parlamentario, pequeño faiseur
- 2001: Les Vents ont changé
- 2003: Retrouvailles
- 2007: Fangless Wolf Facing Winter - álbum en inglés
- 2009: Miguasha
- 2016: Kanji - álbum en inglés

### Compilaciones
- 2006: Kevin Parent Compilation